# Skate Canada International de 1992
O Skate Canada International de 1992 foi a décima nona edição do Skate Canada International, um evento anual de patinação artística no gelo organizado pelo Skate Canada. A competição foi disputada na cidade de Victoria, Colúmbia Britânica, Canadá.

## Eventos
- Individual masculino
- Individual feminino
- Duplas
- Dança no gelo
- Interpretativo masculino
- Interpretativo feminino

## Medalhistas
| Evento                            | Ouro                                      | Prata                                              | Bronze                                              |
| Individual masculino detalhes     | Elvis Stojko · Canadá                     | Scott Davis · Estados Unidos                       | Éric Millot · França                                |
| Individual feminino detalhes      | Maria Butyrskaya · Rússia                 | Alice Sue Claeys · Bélgica                         | Josée Chouinard · Canadá                            |
| Duplas detalhes                   | Mandy Wötzel · Ingo Steuer · Alemanha     | Michelle Menzies · Jean-Michel Bombardier · Canadá | Danielle Carr · Stephen Carr · Austrália            |
| Dança no gelo detalhes            | Susanna Rahkamo · Petri Kokko · Finlândia | Yaroslava Nechaeva · Yuri Chesnichenko · Rússia    | Kateřina Mrázová · Martin Šimeček · Tchecoslováquia |
| Interpretativo masculino detalhes | David Liu · Taipé Chinês                  | Troy Goldstein · Estados Unidos                    | Henrik MacDonald · Dinamarca                        |
| Interpretativo feminino detalhes  | Maria Butyrskaya · Rússia                 | Junko Yaginuma · Japão                             | Robin Johnstone · Canadá                            |

## Resultados

### Individual masculino
| Pos.              | Nome             | Nacionalidade  |
| ----------------- | ---------------- | -------------- |
| Medalha de ouro   | Elvis Stojko     | Canadá         |
| Medalha de prata  | Scott Davis      | Estados Unidos |
| Medalha de bronze | Éric Millot      | França         |
| 4                 | Oleg Tataurov    | Rússia         |
| 5                 | Cornel Gheorghe  | Romênia        |
| 6                 | David Liu        | Taipé Chinesa  |
| 7                 | Patrick Brault   | Canadá         |
| 8                 | Jan Kannegiesser | Alemanha       |
| 9                 | Shin Amano       | Japão          |
| 10                | Gilberto Viadana | Itália         |

### Individual feminino
| Pos.              | Nome             | Nacionalidade  |
| ----------------- | ---------------- | -------------- |
| Medalha de ouro   | Maria Butyrskaya | Rússia         |
| Medalha de prata  | Alice Sue Claeys | Bélgica        |
| Medalha de bronze | Josée Chouinard  | Canadá         |
| 4                 | Tonya Harding    | Estados Unidos |
| 5                 |                  |                |
| 6                 | Tanya Bingert    | Canadá         |
| ...               |                  |                |

### Duplas
| Pos.              | Nome                                      | Nacionalidade |
| ----------------- | ----------------------------------------- | ------------- |
| Medalha de ouro   | Mandy Wötzel / Ingo Steuer                | Alemanha      |
| Medalha de prata  | Michelle Menzies / Jean-Michel Bombardier | Canadá        |
| Medalha de bronze | Danielle Carr / Stephen Carr              | Austrália     |
| 4                 |                                           |               |
| 5                 | Marie-Pierre Leray / Frederic Lipka       | França        |
| 6                 | Jamie Salé / Jason Turner                 | Canadá        |
| ...               |                                           |               |

### Dança no gelo
| Pos.              | Nome                                   | Nacionalidade   |
| ----------------- | -------------------------------------- | --------------- |
| Medalha de ouro   | Susanna Rahkamo / Petri Kokko          | Finlândia       |
| Medalha de prata  | Yaroslava Nechaeva / Yuri Chesnichenko | Rússia          |
| Medalha de bronze | Kateřina Mrázová / Martin Šimeček      | Tchecoslováquia |
| 4                 | Jacqueline Petr / Mark Janoschak       | Canadá          |
| 5                 | Elizabeth Punsalan / Jerod Swallow     | Estados Unidos  |
| 6                 | Shae-Lynn Bourne / Victor Kraatz       | Canadá          |
| 7                 |                                        |                 |
| 8                 | Martine Patenaude / Eric Massé         | Canadá          |
| ...               |                                        |                 |

### Interpretativo masculino
| Pos.              | Nome            | Nacionalidade  |
| ----------------- | --------------- | -------------- |
| Medalha de ouro   | David Liu       | Taipé Chinesa  |
| Medalha de prata  | Troy Goldstein  | Estados Unidos |
| Medalha de bronze | Henrik Walentin | Dinamarca      |
| 4                 | Scott MacDonald | Canadá         |
| ...               |                 |                |

### Interpretativo feminino
| Pos.              | Nome             | Nacionalidade |
| ----------------- | ---------------- | ------------- |
| Medalha de ouro   | Maria Butyrskaya | Rússia        |
| Medalha de prata  | Junko Yaginuma   | Japão         |
| Medalha de bronze | Robin Johnstone  | Canadá        |
| ...               |                  |               |

## Quadro de medalhas
| Ordem | País            | Medalha de ouro | Medalha de prata | Medalha de bronze |    | Ordem por total |
| ----- | --------------- | --------------- | ---------------- | ----------------- | -- | --------------- |
| 1     | Rússia          | 2               | 1                |                   | 3  | 1               |
| 2     | Canadá          | 1               | 1                | 1                 | 3  | 1               |
| 3     | Alemanha        | 1               |                  |                   | 1  | 4               |
| 3     | Finlândia       | 1               |                  |                   | 1  | 4               |
| 3     | Taipé Chinês    | 1               |                  |                   | 1  | 4               |
| 6     | Estados Unidos  |                 | 2                |                   | 2  | 3               |
| 7     | Bélgica         |                 | 1                |                   | 1  | 4               |
| 7     | Japão           |                 | 1                |                   | 1  | 4               |
| 9     | Austrália       |                 |                  | 1                 | 1  | 4               |
| 9     | Dinamarca       |                 |                  | 1                 | 1  | 4               |
| 9     | França          |                 |                  | 1                 | 1  | 4               |
| 9     | Tchecoslováquia |                 |                  | 1                 | 1  | 4               |
| TOTAL | TOTAL           | 6               | 6                | 6                 | 18 | —               |